# Daiju Matsumoto
Daiju Matsumoto (født 9. december 1977) er en tidligere japansk fodboldspiller.
Han har spillet for flere forskellige klubber i sin karriere, herunder Gamba Osaka og Omiya Ardija.